# Víktor Motxulski
Víktor Ivànovitx Motxulski (a vegades Victor von Motschulsky, en rus: Виктор Иванович Мочульский Sant Petersburg, 11 d'abril de 1810 - Simferòpol, 5 de juny del 1871) fou un entomòleg rus interessat especialment en els coleòpters.
Va ser coronel de l'Armada Imperial, la qual cosa li va permetre realitzar nombrosos viatges. Va estudiar i va descriure molts escarabats nous a Sibèria, Alaska, els Estats Units, Europa i Àsia. No semblava molt interessat en els treballs anteriors d'altres naturalistes i el seu treball en taxonomia no és molt encertat, no obstant això, va descriure nombrosos gèneres i espècies, que continuen sent vàlids en l'actualitat.
La seua col·lecció es conserva actualment, i es troba dividida entre el Museu Zoològic de la Universitat Estatal de Moscou, el Museu Zoològic de Sant Petersburg, el Museu Humboldt i l'Institut d'Entomologia alemany. Les contribucions publicades per Motschoulsky a la miriapodologia són molt poques, però fins i tot aquestes han estat àmpliament descuidades.
Entre les seues obres:
- Insectes de la Sibérie rapportés d'un voyage fait en 1839 et 1840, 1845 ("Insectes de Sibèria reportats en un viatge realitzat entre 1839 i 1840")
- Die Kaefer Russlands, 1850 ("Els escarabats de Rússia")
- Coléoptères nouveaux de la Californie, 1859 ("Nous escarabats de Califòrnia")
- Études entomologiques, 10 volums entre 1852 i 1861 ("Estudis entomològics")
- Catalogue des insectes reçus du Japon, 1866 ("Catàleg d'insectes rebuts del Japó")